# La fabbrica dei tedeschi
La fabbrica dei tedeschi è un film del 2008 diretto da Mimmo Calopresti. Racconta i fatti avvenuti il 6 dicembre 2007 nell'acciaieria ThyssenKrupp di Torino, quando 7 operai morirono investiti da una fiammata generata da una fuoriuscita di olio bollente.